# Oxenfree
《Oxenfree》是由夜校工作室（Night School Studio）開發並發行的一款驚悚風格冒險獨立遊戲。本作首先於2016年1月15日在Microsoft Windows、OS X和Xbox One等平台上發行，後來又分別於同年的5月31日及6月1日發行了PlayStation 4和Linux的版本 ，于2017年10月6日在Nintendo Switch eShop上架销售。本遊戲的續作《Oxenfree II: 失落的信號》（英語：Oxenfree II: Lost Signals）目前預計2021年推出。

## 遊戲模式

玩家必須透過點選角色頭上的對話框來選擇要說的話

《Oxenfree》是一款使用2.5D視角的冒險遊戲。遊戲中的對話並無預設的劇本，玩家除了在遊戲中走動之外，還可以在主角艾莉克斯（Alex）有機會說話時從其頭上的數個對話框中選擇想要說的話，或是選擇不說話；而艾莉克斯所說的話也會影響主線劇情的走向，因此也有數種不同的結局。遊戲中的關卡必須透過艾莉克斯的可攜式收音機來破解，它的用途包含打開上了鎖的門、聆聽島上的語音導覽或是和遊戲中的鬼魂溝通等等。

## 劇情
《Oxenfree》的故事背景設定在一座無人定居的觀光小島上，而包含主角艾莉克斯（Alex）在內的一群年輕人在某個夜晚前往島上的沙灘舉辦通宵派對。艾莉克斯在意外地使用她的收音機開啟了一道陰界的裂縫之後，必須想辦法與裂縫中跑出來的鬼魂打交道，同時還得尋找失散在島上各處的其它朋友們。 

## 開發及發行
遊戲的畫面最先於2015年5月18日在电子游戏网站Polygon上釋出。直到同年的10月23日，夜校工作室（Night School Studio）與微軟共同宣布《Oxenfree》將於2016年1月在Xbox One和Windows 10上發行。遊戲的開發團隊夜校工作室包含了來自訴說遊戲以及迪士尼等公司的前任職員，而《Oxenfree》也是該工作室的首作。遊戲的原始藝術由海瑟·格羅斯（Heather Gross）創作，而《邊緣禁地傳說》的首席作家亞當·漢斯（Adam Hines）則負責遊戲的劇本。為遊戲擔任配音的成員則包括艾維塔·艾許（Avital Ash）、布里塔妮·強森（Britanni Johnson）、蓋文·哈蒙、艾琳·伊薇特、亞倫·庫班（Aaron Kuban）及喬·齊葉雅（Joe Zieja）等人。
《Oxenfree》發行時，則有標準版和收藏版兩種版本。

## 實境遊戲
在遊戲中，玩家透過收音機在島上各處找到的隱藏頻道的頻率數字可以組成一個真實世界中的電話號碼。這組電話號碼的線索指向一個推特帳號@xray9169363733，該帳號曾發布許多加密的訊息，而這些訊息則似乎指向一個真實世界中的地點。2016年5月7日，YouTube用戶傑西·考克斯（Jesse Cox）發布了他所收到該推特帳號寄出的一部《Oxenfree》的PS4版本預告片；他所收到的預告片和PlayStation在其官方YouTube頻道發布的版本相似，除了結尾有部分字母被標上紅底，而那些紅底的字母則指向網站www.edwardsisland.com。網站中又有一些訊息被發現，其中最重要的一則是「MILNER IS WARD」，也證實了玩家的懷疑——某項特別的物品已被藏在華盛頓州班布里治島上的沃德堡中。

## 評價
《Oxenfree》在發行後獲得了普遍的好評，評論網站Metacritic給予遊戲「大致正面評價」（generally favorable）。
GameSpot給了這款遊戲8分（滿分10分），並評論道：「這款遊戲沒有問你什麼艱鉅的問題，但要得到答案卻也絕非易事。《Oxenfree》就是這樣，一款巨大的小遊戲，講述著太人性的人們無法拋開那些傷害了我們的過往。」
IGN給了這款遊戲8.2分（滿分10分），並評論道：「《Oxenfree》優雅而簡潔，它利用分岔的對話選項以及一些超自然現象來塑造遊戲中這些三維的角色、並推動這則成熟的故事。」
PC Gamer則給了這款遊戲83分（滿分100分），並認為《Oxenfree》是「由一則故事所推動的美麗冒險，這則故事引人入勝，背景設定在一座充滿神祕的小島上，而故事中的角色也很棒」。不過，該雜誌也認為遊戲「缺乏具挑戰性的謎題，而且……遊戲中的角色常常看似太過從容了，尤其是當那些令人驚恐的事情正發生在他們身上的時候」。

### 所獲獎項
| 年份 | 獎項           | 榮譽           | 結果 | 參考來源 |
| ---- | -------------- | -------------- | ---- | -------- |
| 2016 | 獨立遊戲節獎項 | 優秀視覺藝術獎 | 獲獎 | [ 25 ]   |

## 電影及網路影集
作家羅伯特·柯克曼正計畫透過他所創立的漫畫出版社天際娛樂將《Oxenfree》改編成一部電影及網路影集。2016年1月11至14日的這段時間，天際娛樂共發行了四集介紹遊戲開發過程、故事細節、藝術、技術及配音的影片。

## 外部連結
- 官方网站
- 互联网电影数据库（IMDb）上《Oxenfree》的资料（英文）